# Фиат 500X
„Фиат 500X“ (Fiat 500X) е модел малки SUV автомобили (сегмент J) на италианската компания „Фиат“, произвеждан от 2014 до 2023 година.
„Фиат 500X“ е базиран на обща платформа с модела „Джип Ренегейд“, заедно с който се произвежда в завода на „Фиат“ в Мелфи. Той наследява модела „Фиат Седичи“, като дизайнът ме споделя общи елементи с миниавтомобила „Фиат 500“.